# La flor de lis
La flor de lis es una novela escrita en 1988 por la mexicana Elena Poniatowska (Francia, 1932), que destaca por ser una versión ficcionalizada de los primeros años de la autora, desde su vida como duquesa en Francia, hasta su inmigración a México a causa de la Segunda Guerra Mundial y su paulatina integración a su nuevo país.

## Sinopsis
Protagonizada y narrada por Mariana, "una verdadera duquesa de carne y hueso", la novela abarca desde los primeros años de vida de Mariana en Francia, rodeada de la élite europea, hasta su temprana edad adulta en México, país originario de su madre, Luz, y al que emigran al estallar la Segunda Guerra Mundial.
Mientras su padre Casimiro pelea en el frente europeo como parte del grupo de paracaidistas, Mariana y su hermana menor, Sofía, aprenden a integrarse a la nueva cultura que las acoge, educadas en un principio por Magda, trabajadora doméstica de Tomatlán, Veracruz. 
Indiferente a sus hijas y al país que había dejado años atrás, Luz continúa con su agitada vida social, frecuentando a la élite económica e intelectual mexicana, entre los que se cuenta, José Clemente Orozco, solo por mencionar a uno.
Al término de la guerra, Casimiro se reúne con su familia en México y se integra a la clase empresarial. Nace Fabián, el tercer integrante de la familia y a quien Sofía le lleva trece años y Mariana catorce.
Ya con la familia unida, aparece el padre Teufel, párroco de la comunidad francesa de México, "verdadera mezcla de ángel y demonio" y por el que Mariana desarrolla una fascinación extraña, de carácter espiritual pero con tintes sentimentales y hasta sexuales. Aunque el sacerdote causa un efecto similar entre otras compañeras de Mariana y entre otros miembros de la colonia mexico-francesa, también tiene detractores con quienes Teufel se enfrasca en acaloradas discusiones alrededor de la explotación laboral que ejercen los empresarios franceses sobre la clase trabajadora local y, en general, sobre lo vacío de la vida burguesa.

## Análisis de la obra
La novela destaca por su carácter semiautobiográfico dentro de la producción de Poniatowska que, hasta ese momento, se había concentrado en el periodismo y, en el caso de la ficción, había retomado la voz de otros para construir sus relatos. Con La Flor de Lis, sin embargo, la escritora recurre a sus propios recuerdos y "pone su escritura al servicio de su vida, su vida al pedido de su escritura; vuelve sobre sus pasos infantiles –Francia, México, Estados Unidos, México, siempre México- y tensa el hilo de la memoria y dibuja el árbol de su genealogía y se mete a un caracol, a un laberinto de recuerdos y se pregunta, fragmenta, selecciona, recrea su historia personal".
Desde su papel de agente externo, de "la otra" que se inserta a una nueva cultura -que le corresponde de cualquier forma por ser hija de madre mexicana-, Mariana comparte reflexiones sobre la identidad nacional, sobre las diferencias entre México y Francia, y sobre los contrastes entre la clase media-alta y el "pueblo".
La élite económica a la que pertenece la narradora está conformada principalmente por personajes de la colonia francesa y de inmigrantes barcelonnettes, a los que el personaje del padre Teufel critica fuertemente.

### El título
La flor de lis, símbolo de la realeza francesa, hace referencia a los orígenes aristócratas de la protagonista y de la propia autora. Es además una referencia a la inocencia e ingenuidad que muestra a lo largo de toda la novela Mariana, quien para el final del relato tiene 17 años y sigue mostrando actitudes infantiles. También relata sus experiencias en un país donde el maíz y el tamal son símbolo de arraigo y nacionalismo; La Flor de Lis hace referencia al prestigio de un restaurante donde el tamal es su platillo principal y que se sitúa en la colonia de abolengo de los años 1940 a 1960 donde la protagonista continúa su vida de adolescente. Asimismo se puede ligar el título a la pertenencia de la narradora a los scouts, organización cuyo emblema es también la flor de lis.

### Realidad y ficción
Al leer la biografía de Poniatowska, varios vínculos entre la realidad de la autora y la ficción que construye en la novela se hacen presentes. El ejercicio de usar episodios de su vida y la de su familia como materia prima para relatos que presenta como ficción aparece desde Lilus Kikus. En el caso de La flor de lis, la actitud de la abuela de Mariana de proteger y rescatar perros de la calle aparece, con algunos detalles distintos, en el cuento "Chocolate", incluido en la compilación Tlapalería.